# Rainieria gilvimana
Rainieria gilvimana är en tvåvingeart som först beskrevs av Cresson 1926.  Rainieria gilvimana ingår i släktet Rainieria och familjen skridflugor. Inga underarter finns listade i Catalogue of Life.